# 펑후 해전
펑후 해전(澎湖之役, 1885년)은 청불 전쟁의 일부로 1885년 3월말 중화민국에서 벌어진 해전 중 하나로 프랑스의 입장에서는 페스카도레스 원정(프랑스어: Pescadores Campaign)이라고 부른다. 대만 서해안에서 전략적으로 중요한 제도를 확보하기 위해 벌어진 전투이다. 아메데 쿠르베 제독은 프랑스 극동 전대의 일부를 이끌고 펑후 제도의 주요 도시 마궁(馬公) 주변의 청나라 해안 방어진을 포격하여, 청나라 방어진을 제압하고, 마궁을 점령하기 위해 해병대 보병 대대를 상륙시켰다. 펑후는 프랑스의 국민적 영웅인 쿠르베 제독이 마궁항에서 기함 바야르(Bayard)에 승선해 있다가 죽게 되는 1885년 7월까지 프랑스군에 의해 점령되었다.

## 배경
펑후 제도는 대만 북부 기륭 주변에서 프랑스와 대치하고 있는 유명전이 지휘하는 청나라군이 증원을 하기 위한 중요한 경유지였다. 이곳을 점령하면 증원군이 대만에 도달하는 것을 원천 차단할 수 있는 곳이었다. 쿠르베는 몇 달 동안 펑후를 점령하기 위해 원정대를 꾸리려 했지만, 이 작전의 실행 가능성은 기륭 원정의 진행에 달려있었다. 자크 뒤센 대령이 유명전 군을 격파하고, 청나라의 핵심 진지인 라 테이블(La Table)을 1885년 3월 7일 점령하자 마침내 프랑스군이 기륭을 풀려나, 요새에서 이탈하여 펑후로 내려올 수 있도록 했다.

## 프랑스: 청나라
쿠르베의 소함대는 철갑함 바야르(Bayard)과 트리옹팡트(Triomphante), 순양함 데스탱(d'Estaing)과 듀샤포(Duchaffaut), 포함 비페르(Vipère)와 운송선 아나미트(Annamite)로 구성되어 있었다. 그의 상륙군은 대대장 랑즈(Lange)의 지휘하에 2문의 80mm 산포(루베르 중위)를 운용하는 해병대 포병과 해병대 보병 대대(보통 600명 완편에 400명)의 대대로 구성되었다.
1885년 초에 실질적으로 증원된 펑후의 청나라 수비대는 주선초(周善初), 정응걸(鄭膺杰) 장군의 지휘하에 약 2,400명에 달했다. 마궁 요새 중 하나의 방어를 담당하는 넬슨이라는 미국 장교를 포함하여 청나라 수비대와 함께 일한 여러 외국 장교는 나중에 프랑스군에 의해 사건 일기가 복기되었다. 1885년 3월 넬슨은 처음에는 낙관적이었다. 그러나 이내 전투에서 프랑스군을 대적하기 위해 필요한 수준으로 청나라 포병들을 훈련시키는 것을 단념했다.

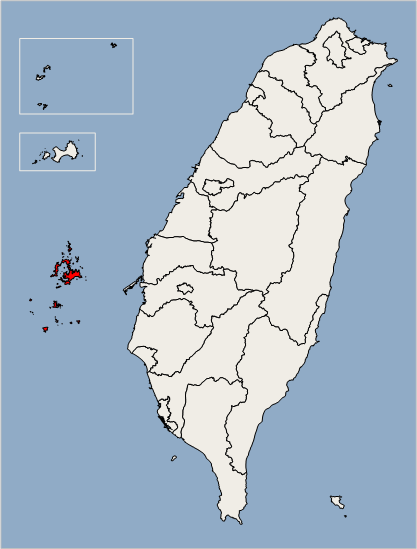
프랑스군에 의해 점령된 펑후 제도, 1885년 3월

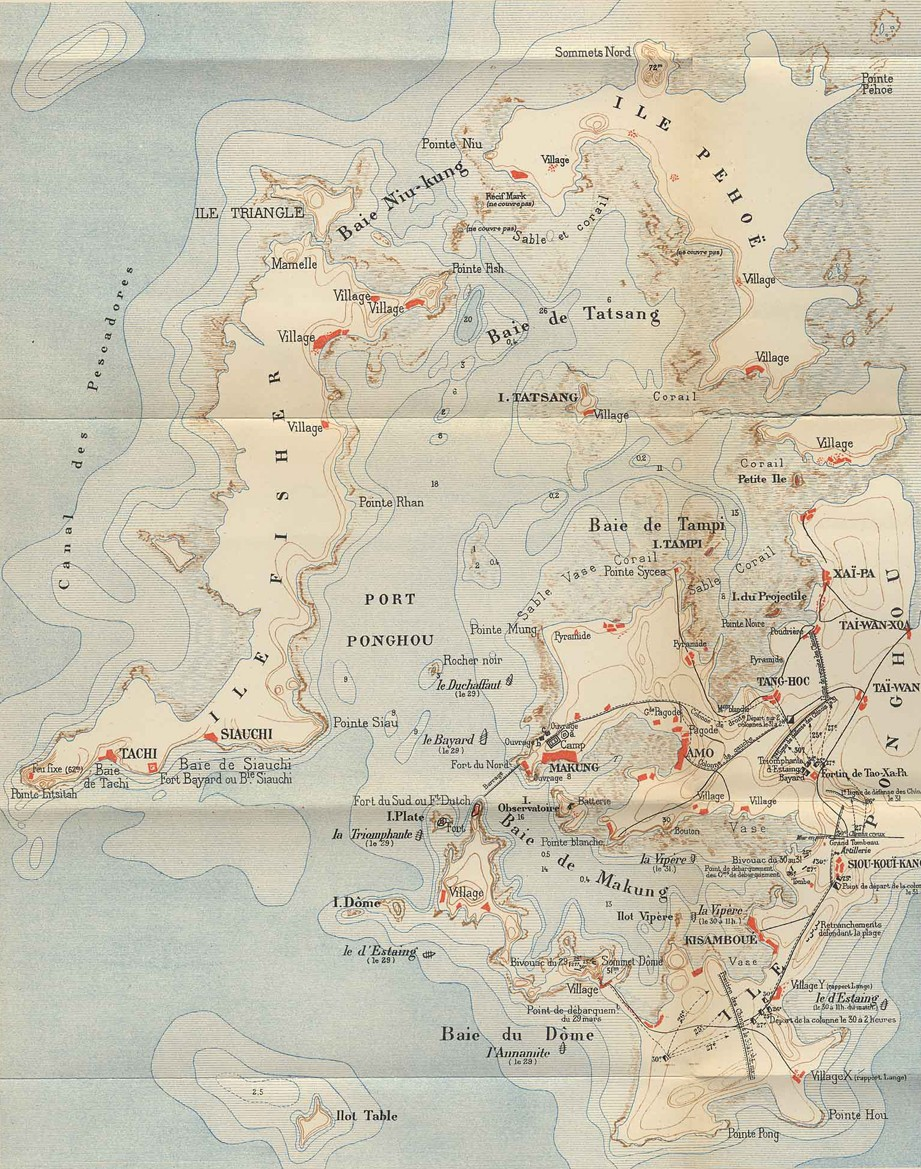
페스카도르 원정 지도, 1885년 3월 (아프리카 3대대 가노 대위가 가지고 있던 지도)

펑후의 요새는 주로 마궁을 보호하고, 마궁만에 대한 출입을 통제하고, 가능하다면 펑후만의 남쪽 입구를 통제하기 위해 설계되었다. 전대가 공격을 하려면 우선 이곳을 통과해야 했다. 가장 큰 장애물은 마궁만 입구 양쪽에 위치한 2개의 마궁 요새였다. 마궁의 남서쪽에 있는 북부 요새에는 3개의 암스트롱 대포를 배치했다. 청나라군의 측면에는 다양한 구경의 프랑스 보루즈 대포를 배치해 둔 많은 보조 진지가 있었다. 17세기 네덜란드인에 의해 건설된 네덜란드 요새에는 2문의 220mm와 2문의 140mm의 활강포로 무장되어 있었다. 마궁만 바로 안쪽에 있는 전망대에 위치한 세 번째 포대도 입구를 담당하고 있었고, 그곳은 쇄사슬로 막혀 있었다. 전망대 포대는 2문의 암스트롱포와 청나라제 200mm 대포로 무장했다. 청나라군은 또한 활강포로 무장한 포대를 만들어 마궁의 동쪽 평원을 지켰으며, 도시 북쪽에 큰 야영지를 만들어 섬을 방어하는 정규병을 수용했다.
청나라 외곽 방벽은 훨씬 약했다. 펑후만 남쪽 입구는 서쪽 어옹도(현재의 西嶼鄉)의 소기 포대로, 동쪽으로는 사각섬(四角嶼, Plate Island)의 포대로 엄호를 받고 있었다. 소기 포대는 1880년대 후반 대새 포대로 교체되었으며 오늘날에도 폐허가 남아 있다. 사각섬 포대는 남부 요새와 매우 가까웠으며 마궁만에 대한 접근 방식도 포함할 수 있다. 불행히도 청나라군에게 이 두 포대는 프랑스 전대에 거의 위협을 주지 못하는 구식 활강포 모둠만으로만 무장했다.

## 원정

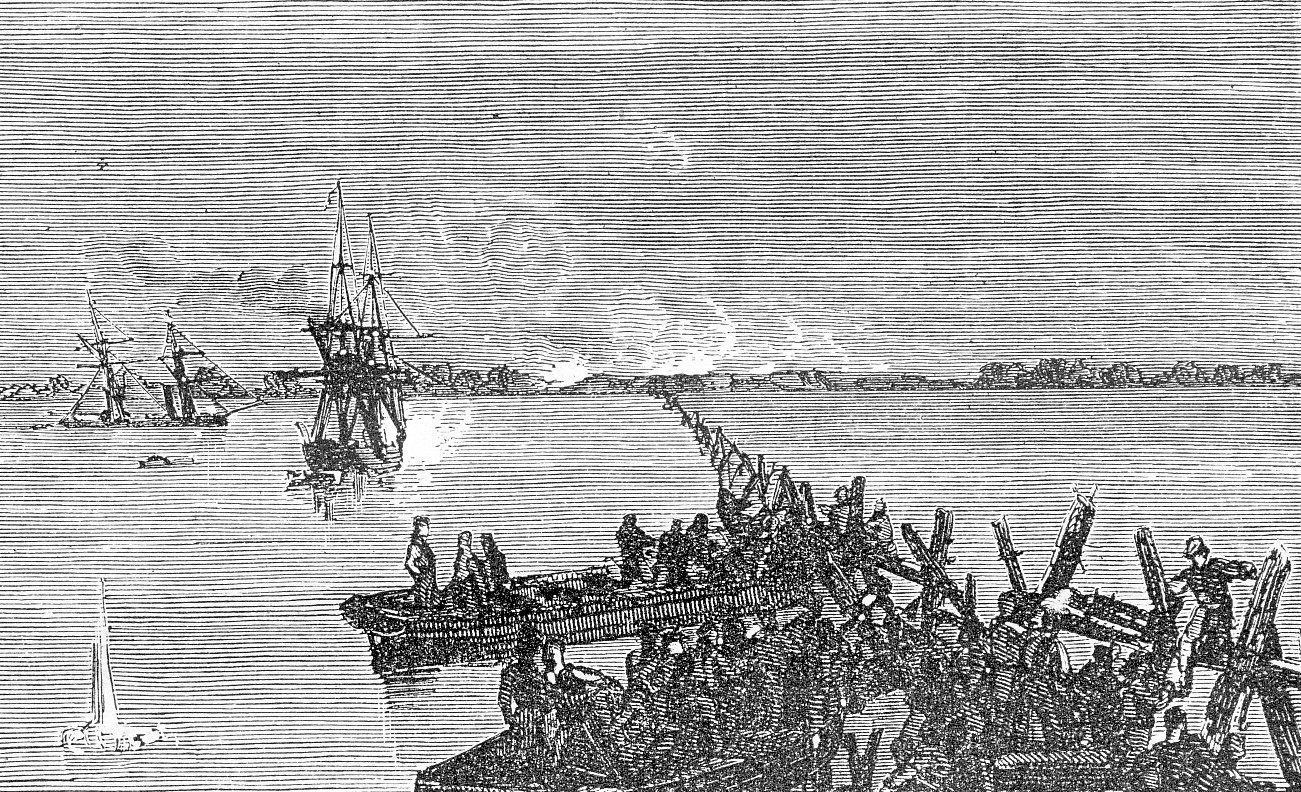
마궁항을 보호하는 보를 잘라내는 프랑스 선원들, 1885년 3월 30일

프랑스 선단은 3월 28일 대만부(台灣府)에 집결하여 3월 29일 새벽이 되기 전에 서쪽에서 펑후로 접근했다. 3월 29일 아침 동안 프랑스 군함이 마궁의 접근을 방어하는 소기 포대와 다른 해안 포대에 포격을 가해 침묵시켰다.
오후 늦게, 늦은 오후에 랑즈 대대는 펑후섬 남쪽 곶 돔힐 지점에 상륙하여 밤을 보낼 방어 진지를 세웠다. 상륙에 저항은 청나라군은 보이지 않았다.
3월 29일 밤, 프랑스는 보트를 보내 마궁 항구 입구를 막아놓은 쇠사슬을 정찰했다. 정찰대는 아직 쇠사슬에 어뢰를 부착해 놓지 않았음을 발견했으며, 3월 30일 새벽 바야르 선원을 대형 보트에 태워 방벽의 틈새를 잘라냈다. 청나라 소총병은 이 작전을 방해하려 했고, 프랑스 선원 1명이 사망했다.
바다에 박아놓은 장막이 뚫리자, 쿠르베의 선단은 3월 30일 아침에 마궁만에 들어와 마궁의 방어진을 포격했다. 동시에 랑즈의 대대는 돔힐에 있는 야영지를 떠나 마궁으로 전진하기 시작했다. 마궁만에서 데스탱과 비페르가 돔만에서는 아나미트가 측면을 엄호했다. 돔만에서는 현지인 어부 노인이 돈을 받고 이 부대를 목적지로 안내를 했다. 오후에 랑즈의 병사들은 키삼보 마을에 있는 청나라 보병 부대를 제거하고, 청나라군이 강력하게 버티고 있는 수강 마을(현대의 수강, 鎖港)까지 접근했다. 랑즈의 병사들은 마을의 서쪽에서 밤을 보내고, 다음날 아침 청나라군을 공격할 준비를 했다. 저녁 동안 프랑스 부대는 바야르, 트리옹팡트 및 데스탱에서 차출한 상륙 중대와 4문의 65mm 대포로 증원되었다.

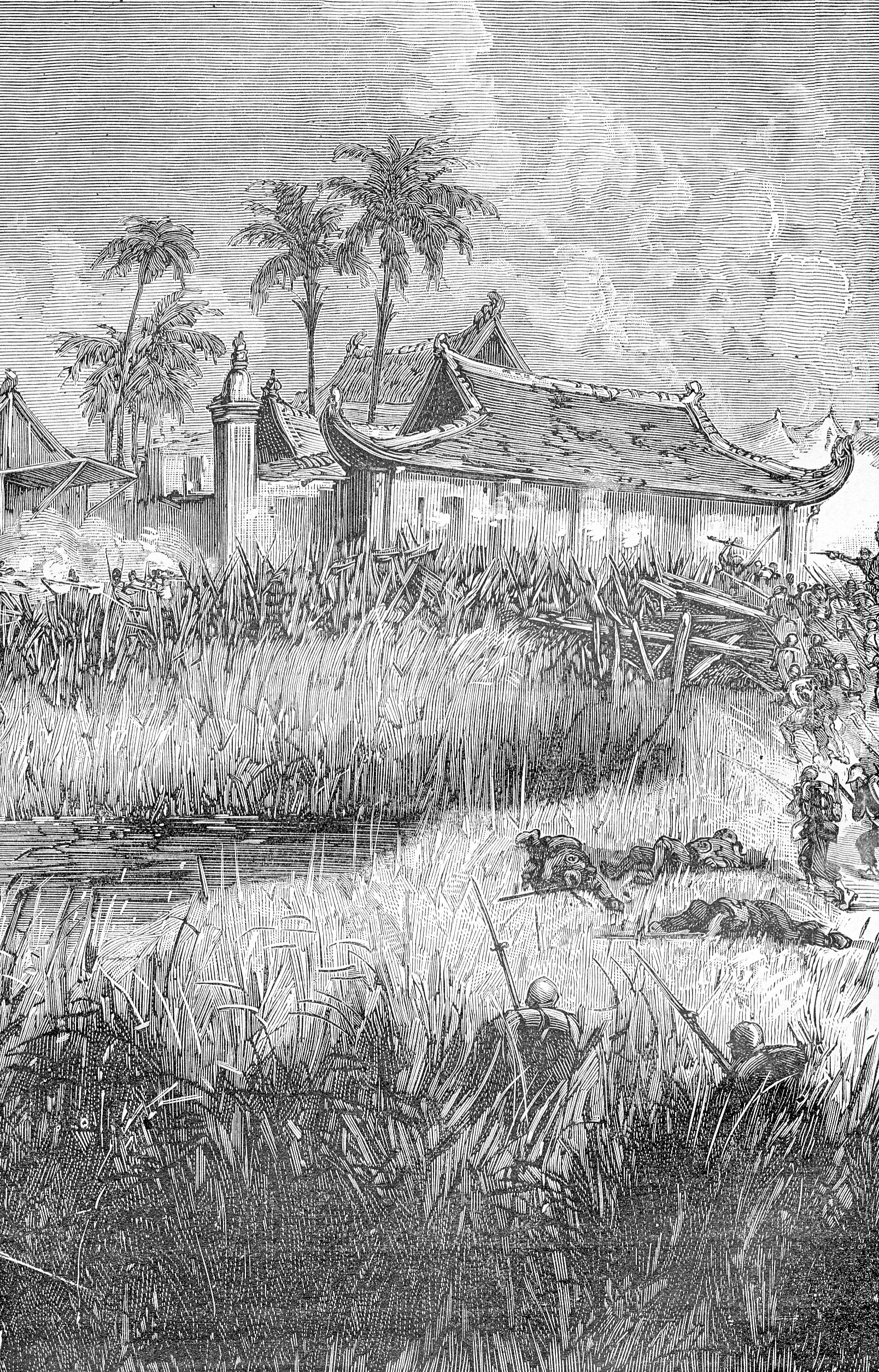
마궁에 입성하는 프랑스 부대, 1885년 3월 31일

3월 31일 아침, 랑즈는 수강 마을 주변의 청나라 방어진 본진을 공격했다. 해병대 보병과 수병의 수가 훨씬 많았지만, 프랑스 해군의 사격은 결과에 영향을 주었다. 청나라군들은 그들의 진지에서 물러나, 아마궁항 앞의 아모 마을 근처의 두 번째 대치를 시도했다. 랑즈는 재차 공격을 했고, 오후 늦게 마궁을 점령했다.
패배한 청나라 병사들 대부분은 청나라 본토의 아모이(샤먼, 廈門)이나 정크선이나 어선을 타고 어둠을 틈타 대만부로 탈출했지만, 많은 병사들이 펑후 주민들에 의해 붙잡혀 승리를 거둔 프랑스군에게 양도되었다. 그들에겐 양측 모두가 똑같은 침략자였을 뿐 구별할 이유가 없었다.
펑후 원정에서 프랑스군 사상자는 5명 사망하고 12명이 부상을 입었다. 부상자에는 트리옹팡트의 프와로(Poirot) 중위 한 명이 포함되어 있었다. 청나라 사상자는 300명이 사망하고, 약 400명이 부상을 입었으며, 고위 무관 몇 명도 포함되었다. 프랑스군은 주민들로부터 3월 29일 폭격으로 분노한 청나라 사령관의 명령으로 미국 포병 장교 넬슨이 참수당했다는 말을 들었다. 그의 포대가 프랑스 군함에 효과적으로 대응하지 못했기 때문이다.
대만 본토의 대만부(오늘날의 타이난)에서도 펑후에서 청나라군 진지가 포격당했다는 소식을 들었다. 영국 선교사 윌리엄 캠벨은 이 도시의 주민들에게 미친 전투의 영향을 다음과 같이 설명했다.
| “ | 1885년 봄 어느 조용한 오후, 대만 사람들은 멀리서 천둥처럼 들리는 소리를 듣고 깜짝 놀랐다. 그것은 천둥이 아니라 육중한 프랑스 철갑함이 어옹도와 마궁에서 요새를 허물기 위해 교전을 벌이는 소리였다. 그 요새에는 외국제 포가 잘 갖추어져 있었고, 본토의 여러 곳에서 급히 소집되어 온 수천 명의 병사들이 점령하고 있었다. 그 모든 것이 아무 소용이 없었다. 전투는 다른 때와는 전혀 다른 스타일로 진행되었다. 그리고 확실히 프랑스 함대에 부유식 대형 포대가 시선을 사로 잡았다. 사람들의 보고에 따르면, 어떠한 사전 절차도 지체하지 않았다. 청나라군은 전진하는 함선을 향해 포격을 시작했는데, 이 배들은 꾸준히 진격했고, 마궁 방향으로 불길한 침묵을 지키며 전진했다. 소총의 사정거리 안에 들었을 때, 마을 외곽의 큰 요새를 향해 엄청난 방포성이 터져나왔기 때문에, 많은 사람들이 공포와 놀라움에 떨었다. 실제로, 어떤 사람들은 프랑스 대포에서 발사된 이 포성으로 인해 야기된 무서운 대혼란을 목격할 때라고 말한다. 군관과 병졸이 모두 진지를 뛰쳐나가기 시작했다. 그 후 타이완푸의 선교병원으로 가는 길을 찾아낸 병사들의 수가 많았기 때문에, 그 불쌍한 청나라 병졸들 중 적지 않은 수가 조국의 침략자들에 대항하여 숭고한 대치를 했음에 틀림없다는 것을 단정적으로 보여주었다. | ” |

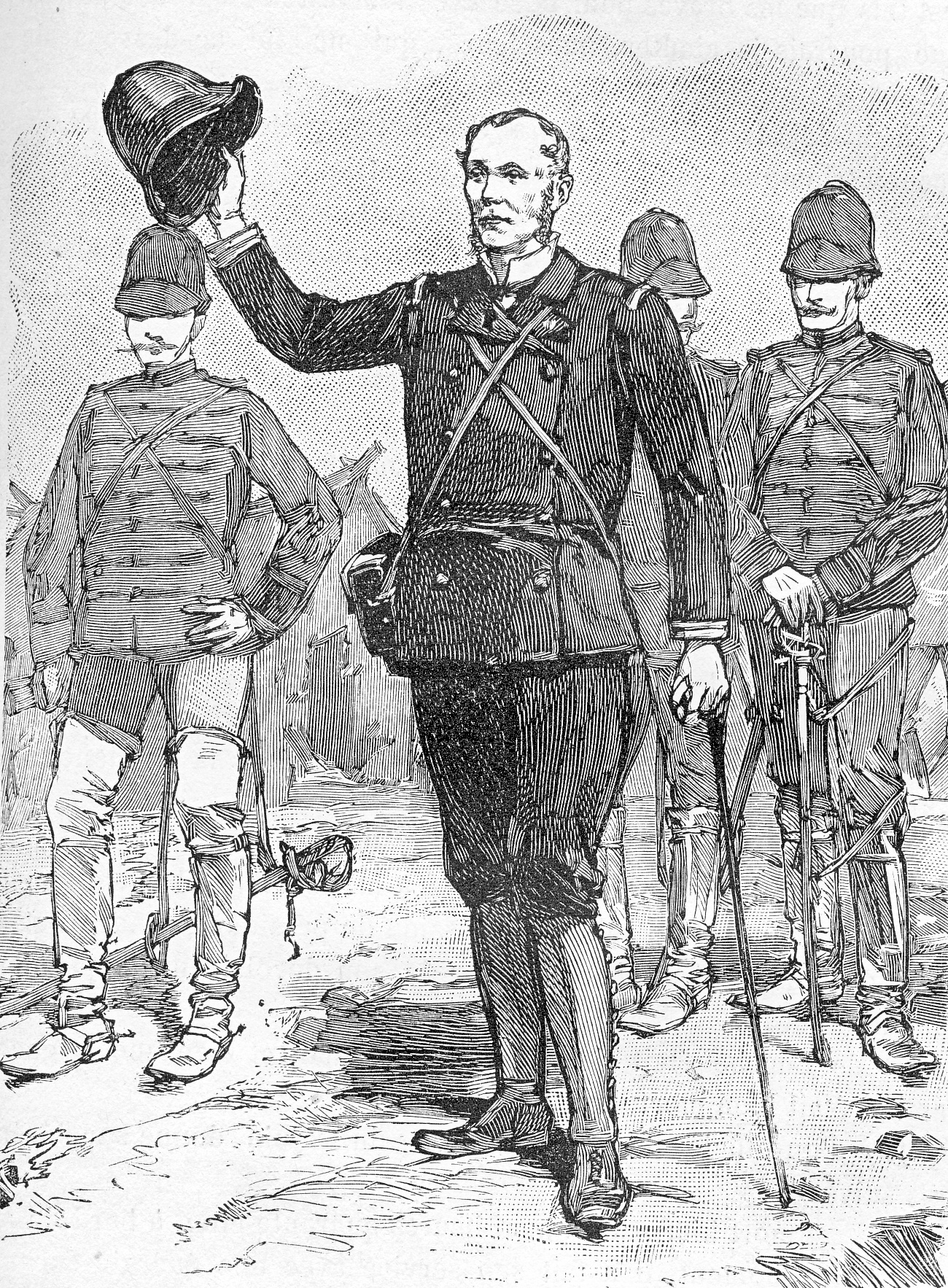
마궁의 점령 이후 부대의 갈채를 받는 쿠르베 제독

펑후 원정은 쿠르베의 마지막 군사적 승리였다. 선떠이 점령이나 복주 전투에 비하면 사소하다고 할 수 있는 작전이었지만, 장교들의 눈에는 그것이 그의 가장 흠잡을 데 없는 군사적 업적이었다. 중요한 것은 쿠르베가 직접 작전을 지휘했고, 프랑스 해군 함정이 해병대 보병과 포병의 육상 작전을 지원하면서 전통적인 방식으로 이 짧은 식민지 원정을 했다는 것이었다. 그 결정은 병종 간 경쟁을 의미했다. 쿠르베는 오래 전에 통킹 원정의 방향에서 해군부를 배격했던 육군부를 비웃고 있었다. 그의 타이밍은 완벽했다. 육군부가 드 네그리에 장군의 진남관 전투(3월 24일)의 패배와 뒤를 이은 프랑스군의 랑선 퇴각을 해명하려고 헤매는 동안, 쿠르베의 해군부는 펑후에서 우아하고, 피흘리지 않은 승리를 선사한 것이다. 청불 전쟁은 프랑스 해군과 해군 부대가 높은 주목을 받으며 끝났다.
1885년 7월 27일, 그들의 행동에 대한 조사의 결과, 패배를 당한 청나라군 주선초 장군과 정응걸 장군은 펑후를 상실한 죄로 강등을 당했고, 중국 북부의 멀리 떨어진 흑룡강성으로 좌천되는 벌을 받았다.

## 쿠르베가 동원한 선단

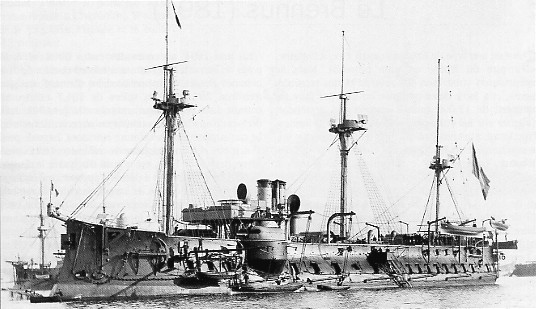
바야르
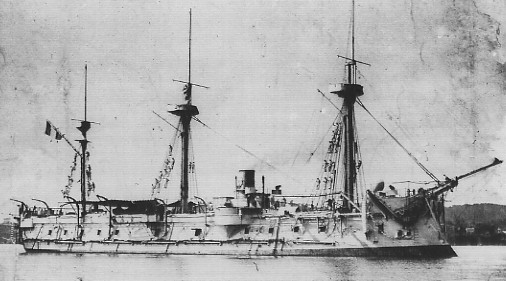
트리옹팡트

## 원정의 중요성
프랑스군의 펑후 제도 점령 소식은 처음에는 파리에 큰 파장을 일으키지 않았다. 1885년 4월 초의 헤드라인들이 이른바 ‘통킹 사건’(랑선 퇴국으로 인해 1885년 3월 30일 쥘 페리 정부가 붕괴됨)으로 인해 묻혀버렸기 때문이다.
쿠르베트의 승리도 1885년 4월 4일 프랑스와 청나라 간의 예비 강화의 결론에 영향을 미치기에는 너무 늦었다. 그러나 그것은 청나라의 강경파들과 베트남 북부 통킹에서 프랑스군과 싸우는 청나라 지휘관들에 의해 평화협정이 깨지는 것을 막는데 도움이 되었을지도 모른다. 1885년 3월 24일, 진남관 전투에서 주목할만한 승리를 거두고 랑선을 점령한 광서군 사령관 왕덕방과 풍자재는 대경실색할 정전 명령을 받았다. 청나라 남부에서 프랑스와의 전쟁을 지휘한 지방 관리 포초(鮑超), 잠육영(岑毓英), 팽옥린(彭玉麟)은 프랑스와의 전쟁을 계속할 것을 조정에 촉구했다. 조정은 1885년 4월 10일에 펑후 제도의 상실로 대만 전체가 위험에 처했기 때문에 즉시 강화를 해야한다고 단호히 대답했다.

| “ | 광서군은 랑선을 회복했지만 프랑스는 현재 펑후를 점령하고 있다. 풍 장군과 왕 장군이 지금 군사 작전을 중단하지 않으면, 청나라의 군사적 명예를 구할 수는 있어도, 청나라 전체의 상황이 다시 한번 악화될 것이다. 낯선 나라에 군대를 깊숙히 보내는 것은 매우 위험하다. 그리고 전쟁에서 확실한 건 아무것도 없다. 우리가 성공하더라도, 베트남이 우리 것이 될 것 같은가? 그러나 대만은 청나라의 일부이다. 전비와 증원군이 대만을 통과하지 못하면, 우리는 대만을 잃고 다시는 돌려받지 못할 것이다. 그러면 싸우고도, 평화를 얻는 것이 어려울 것이다. 왜 우리가 그것을 고려해야 하겠는가? 승리를 거둔 후에 왜 지금 전쟁을 끝내지 말아야 하겠는가? | ” |

이 통신문은 강경파들의 항의를 침묵시켰고, 프랑스와 강화가 이뤄지도록 만들었다.

## 프랑스의 점령

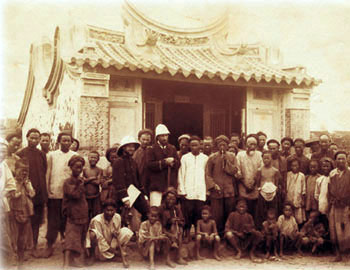
마궁의 한 사원 앞에서 포즈를 취하는 프랑스군과 주민들

마궁은 남은 전쟁과 1885년 여름의 짧은 점령 기간 동안 쿠르베 극동 전대의 주요 기지가 되었다. 청불 전쟁은 1885년 4월에 끝났다. 그리고 강화 조건에 따라 프랑스군은 7월까지 계속해서 펑후를 점령했다. 청나라군을 통킹에서 철수시킬 담보물이었기 때문이다. 마궁만은 훌륭한 자연 항구였으며, 많은 함대의 장교들은 영국이 홍콩을 식민지로 가지고 있는 것에 대한 균형추로 프랑스가 정복을 유지하기를 희망했다. 그들은 심지어 이 군도의 이름을 프랑스 식민지로서의 미래의 운명을 예상하여 포르투갈식 이름인 ‘페스카도레스’(Pescadores)의 프랑스어 판인 일레 데 페쉐르(îles des Pêcheurs, '어부들의 섬')으로 바꾸었다. 이것은 현실적인 전망이 되지 못했다. 프랑스는 통킹에서 청나라군을 축출하기 위해 전쟁을 벌였을 뿐, 청나라 자체에서 식민지 정복을 하지 않았으며, 프랑스는 1885년 7월 22일 펑후를 정식으로 떠났다.
쿠르베는 군대에서 필요한 모든 것을 돈주고 사야한다는 것을 엄격하게 지시했고, 섬 주민들은 점령군이 펑후에 잠시 머무르는 동안 그들로부터 최대한 많은 돈을 벌 수 있는 기회를 포착했다. 프랑스군 주둔지 부근에 식료품 시장이 뚝딱하고 생겨났다. 그리고 불교 사원의 수도원들을 포함한 지역 유지들은 청동불, 조각된 스크린 그리고 다른 특징적인 기념품에 대한 그들의 요구를 서둘러 충족시켰다.

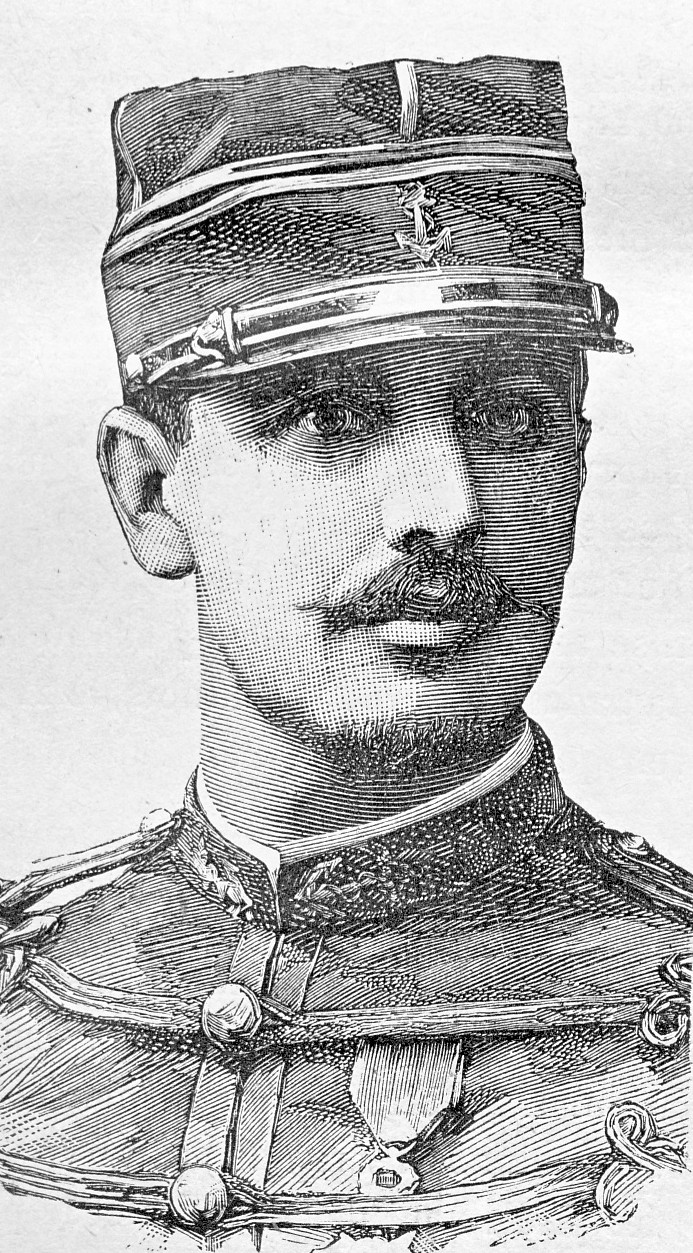
루이 제헨 중위, 1885년 6월 마궁에서 사망했다

프랑스는 점령 기간 동안 섬 주변의 해역을 조사하고 마궁 항구의 기초 시설을 상당히 개선했다. 한편, 1885년 여름, 극동 함대의 거의 30척 가까운 군함이 프랑스 해군 역사 상 극동 해군 최대 규모로 마궁 앞 바다에 집결하여 평화롭게 정박해 있었다.
펑후의 프랑스 점령기 동안 수십 명의 프랑스군과 선원들이 콜레라에 걸렸다. 콜레라는 상륙 후 하루 이틀 뒤에 발발했으며, 4월 23일까지 15명이 사망하고 20명이 더 입원했다. 이 병은 아마도 랑즈 대대 해병대 보병에 의해 기륭에서 비롯된 것이라 추정했지만, 프랑스군은 이 병이 청나라군이 비좁고 비위생적인 환경에서 살았던 마궁에서 발생했다고 의심했다. 따라서 쿠르베는 프랑스군 주둔지를 어떤 전염병과도 접촉하지 못하도록 격리시켰다. 일정 거리 내에 있는 모든 청나라 가옥을 철거하여 프랑스 막사 주변에 저지선 요양소를 만들고, 근처의 모기가 득실거리는 개울을 여러 개 메우고, 각각의 막사 오두막집에는 황산철과 페닌산으로 소독했다. 이러한 예방 조치로 질병은 점차 통제되었으며, 4월에 입원한 프랑스군 대부분은 5월에 회복되었다.

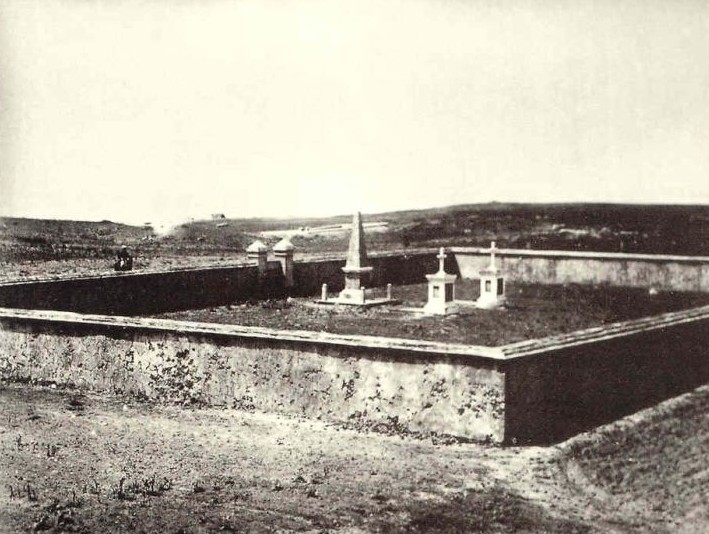
1895년 프랑스 순양함 포르페의 마궁 방문 중 찍은 사진으로 쿠르베의 기념비와 데르 대위와 제헨 중위의 묘

그러나 쿠르베트 제독 자신에게는 이러한 예방조치가 너무 늦어 1885년 6월 초에 콜레라에 걸렸고, 1885년 6월 11일 밤 마궁항에서 그의 기함인 바야르 선상에서 사망했다. 쿠르베의 시신은 국장을 치루기 위해 프랑스로 송환되었지만, 다른 프랑스군 사망자는 마궁에 있는 두개의 공동묘지에 매장되었다. 하나는 해병대 보병 랑즈의 대대원을 위한, 다른 하나는 극동 전대 선원을 위한 매장지였다. 이 묘지에 1885년 여름에 세워진 기념 오벨리스크 2개를 지금도 볼 수 있다. 하나는 마궁 자체에 있고, 다른 하나는 이전에 더치 포인트(오래된 네덜란드 요새 유적이 있어서)로 알려진 남쪽 곶 끝에 있으며, 마궁항을 둘러싸고 있다. 둘 다 거의 동일한 비문을 가지고 있다.
| “ | 마궁에서 죽은 프랑스 병사들(선원들)을 기억하기 위해 A la memoire de l'amiral Courbet et des braves morts pour la France aux Pescadores en 1885 | ” |

세바스티앙 레스페 제독이 쿠르베 제독의 기념비로 건립한 세 번째 오벨리스크는 1954년에 제거되었지만, 대리석 비문은 보존되어 있다.
| “ | 1885년 페스카도레스에서 프랑스를 위해 목숨을 바친 쿠르베트 제독과 용감한 병사들을 기리기 위해 A la memoire de l'amiral Courbet et des braves morts pour la France aux Pescadores en 1885 | ” |

1885년 6월 초 콜레라로 사망한 해병대 보병 장교 2명(데르 대위와 제헨 중위)의 시신은 원래 쿠르베의 기념비 바로 앞에 매장되어 있었다.(쿠르베트는 사망 불과 며칠 전에 그들의 장례식에 참석했었다.) 1954년, 프랑스와 대만 정부간에 합의된 약속에 따라, 그들의 유해는 완전한 군인의 영예로 발굴되었고, 국가 호위함 코망당 피모당(Commandant Pimodan)을 타고 기륭의 프랑스 묘지로 옮겨졌다. 그곳에서 그들은 포모사 원정대와 극동 전대의 옛 전우들과 함께 휴식을 취했다.

## 참고자료
- Campbell, William (1915). 《Sketches from Formosa》. London: Marshall Brothers. OL 7051071M.
- Duboc, E., Trente cinq mois de campagne en Chine, au Tonkin (Paris, 1899)
- Eastman, L., Throne and Mandarins: China's Search for a Policy during the Sino-French Controversy (Stanford, 1984)
- Garnot, Eugène Germain (1894). 《L'expédition française de Formose, 1884-1885》. Paris: Librairie C. Delagrave. OCLC 3986575. OL 5225244M.
- Huard, L., La guerre du Tonkin (Paris, 1887)
- Loir, M., L'escadre de l'amiral Courbet (Paris, 1886)
- Lung Chang [龍章], Yueh-nan yu Chung-fa chan-cheng [越南與中法戰爭, Vietnam and the Sino-French War] (Taipei, 1993)
- Rollet de l'Isle, M., Au Tonkin et dans les mers de Chine (Paris, 1886)
- Rouil, C., Formose: des batailles presque oubliées (Taipei, 2001)
- Thomazi, A., La conquête de l'Indochine (Paris, 1934)